# Journal d'annonces légales
Pour les articles homonymes, voir JAL.
 (mai 2022).
En droit français, un journal d'annonces légales (JAL) est un journal d'information habilité à recevoir des annonces légales des sociétés. Les formalités de publicité se font également par l'intermédiaire du RCS et du BODACC.

## Relais de la publicité officielle des sociétés
Les événements qui affectent la vie d'une société, de sa constitution à sa disparition, en passant par les modifications statutaires, doivent faire l'objet de mesures de publicité permettant d'informer les tiers. Cette publicité s'effectue dans un journal d'annonces légales du lieu du siège social de la société.
Dans le cas des sociétés par actions, cette publicité concerne également la convocation aux assemblées générales et la publication des comptes annuels.
Par exception, les GIE sont dispensés de ces formalités, ainsi que les sociétés civiles, qui sont tenues de s'inscrire au Registre du commerce et des sociétés (RCS) en vertu de l'article 44 de la (Loi NRE), mais dispensées de cette publicité en application du décret no 84-406 du 30 mai 1984.
À la suite du décret no 2012-1547 du 28 décembre 2012 relatif à l'insertion des annonces légales portant sur les sociétés et fonds de commerce dans une base de données numérique centrale, une plateforme numérique nationale (Actulegales.fr) rassemblant l’intégralité des annonces légales paraissant dans les journaux habilités a été créée par l’Association de la Presse pour la Transparence Économique (A.P.T.E.).

## Sanction du non-respect des règles de publicité
Le non-respect des formalités de publicité et la non-publication d'une annonce légale peut entraîner la nullité des actes illicites, et ainsi ouvrir la voie à une action en réparation des tiers ou des actionnaires, par exemple à la suite de l'annulation du contrat de société.

## Caractère officiel d’un JAL
Le journal d'annonces légales doit recevoir une habilitation par arrêté préfectoral du département du lieu du siège de la société.

### Conditions d’habilitation d’un journal d’annonces légales
Le décret no 55-1650 du 17 décembre 1955, complété par des instructions et circulaires  es conditions sont fixés initialement prévus. Un décret du 21 novembre 2019 abroge le décret de 1955 et fixe les nouvelles  conditions d'habilitation :
- être inscrit sur les registres de la commission paritaire des publications et agences de presse (CPPAP) ;
- paraître depuis plus de six mois  ;
- comporter un volume substantiel d'informations originales dédiées au département et renouvelées sur une base au moins hebdomadaire ;
- ne pas consacrer plus de la moitié de sa surface à la publicité, aux petites annonces et aux annonces judiciaires et légales.
- justifier d'une diffusion payante correspondant à une vente effective au public, au numéro ou par abonnement, au moins égale aux minima fixés  figurant à l'annexe du décret.

Pour les services de presse en ligne : la publication doit justifier soit d'une diffusion payante correspondant à une vente effective par abonnement au moins égale aux minima fixés dans l'annexe du décret, soit d'une fréquentation, exprimée en nombre de visites hebdomadaires, au moins égale aux minima fixés dans l'annexe du décret.  
L’habilitation est valable pour un an du 1er janvier au 31 décembre. S’il s’avère qu’une publication ne remplit plus, au cours d’année, les conditions exigées par la loi et ses textes d’application, un arrêté préfectoral pourra être pris pour radier la publication de la liste départementale des journaux d’annonces légales. Les journaux habilités à diffuser des annonces légales sont au nombre de 591 en 2015 selon les arrêtés préfectoraux pris dans chaque département.

## Création des annonces légales

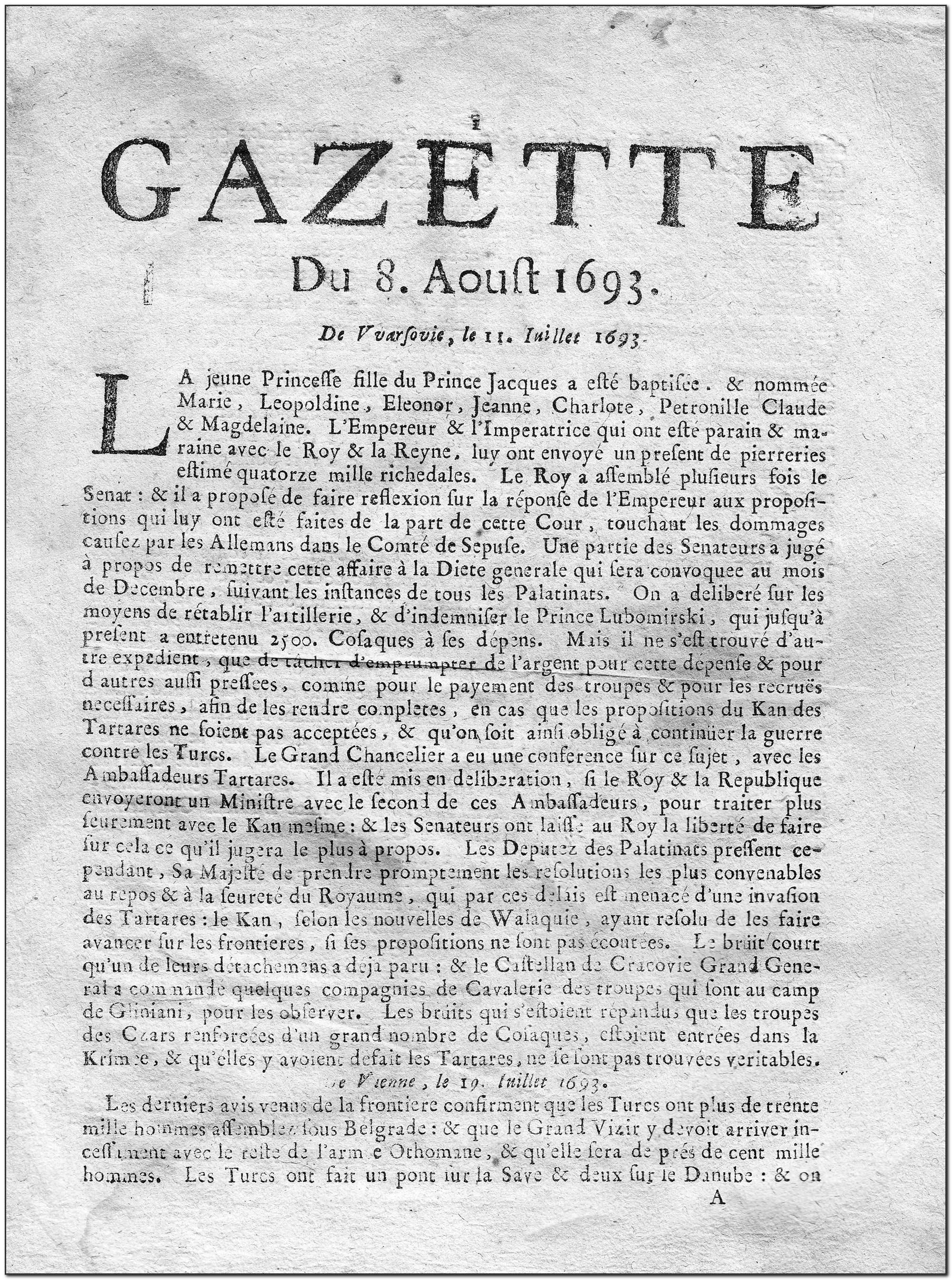
Un exemplaire de La Gazette de France de 1693

Le premier journal français dédié aux annonces légales est La Gazette de France. Créée en 1612 par Théophraste Renaudot, médecin du roi. En plus d'être le premier journal d'annonces légales, La Gazette est également le premier journal imprimé en France.
Au Canada, la Gazette du Commerce parait à Montréal en 1778.

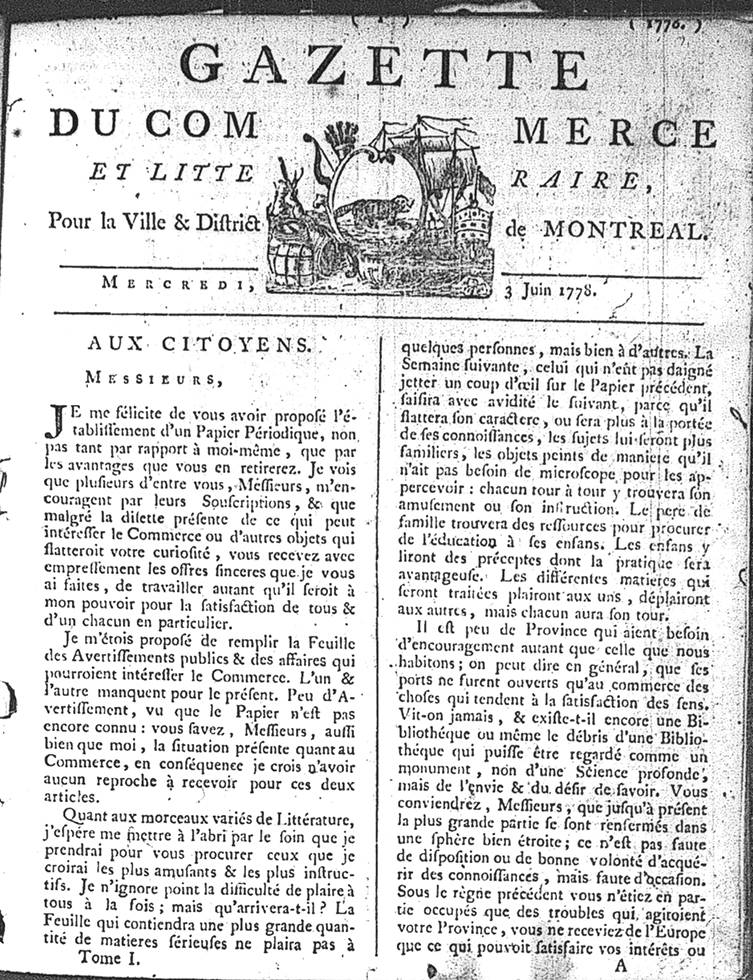